# Epidendrum parahybunense
Epidendrum parahybunense é uma espécie epífita de orquídea de até 30 centímetros de altura, com folhas rígidas e lanceoladas de dez centímetros de comprimento. Escapos florais com três a cinco flores. Flor de dois centímetros de diâmetro, de cor verde-acastanhado. Labelo rígido e rombudo, levemente recurvado para trás e com o mesmo colorido das pétalas e sépalas.
Floresce no inverno.

## Taxonomia
A espécie foi decrita em 1882 por João Barbosa Rodrigues.
Os seguintes sinônimos já foram catalogados:  
- Epidendrum corymbosum  Lindl.
- Epidendrum ecostatum  Pabst
- Epidendrum moirianum  A.D.Hawkes

## Forma de vida
É uma espécie epífita e herbácea.

## Conservação
A espécie faz parte da Lista Vermelha das espécies ameaçadas do estado do Espírito Santo, no sudeste do Brasil.

## Distribuição
A espécie é endêmica do Brasil e encontrada nos estados brasileiros de Alagoas, Bahia, Espírito Santo, Minas Gerais, Pernambuco e Rio de Janeiro.
A espécie é encontrada no domínio fitogeográfico de Mata Atlântica, em regiões com vegetação de floresta ombrófila pluvial.